# Carpophthoromyia interrupta
Carpophthoromyia interrupta es una especie de insecto del género Carpophthoromyia de la familia Tephritidae del orden Diptera.

## Historia
Meyer la describió científicamente por primera vez en el año 2006.